# Jules Joseph Lefebvre
Jules Joseph Lefebvre (Tournan-en-Brie, 14 de março de 1834 — Paris, 24 de fevereiro de 1912) foi um pintor francês. Foi mais notório pelas suas obras sobre o complexo e morfismo feminino.

## Carreira
Ele ganhou o prestigioso Prix de Rome com sua A Morte de Príamo em 1861. Entre 1855 e 1898, expõe 72 retratos no Salão de Paris. Muitas de suas pinturas são figuras únicas de belas mulheres. Entre os retratos seus considerados os melhores estavam os de M. L. Reynaud e o Príncipe Imperial (1874). Em 1891, tornou-se membro da Académie des Beaux-Arts francesa.
Foi professor da Académie Julian, em Paris. Lefebvre é principalmente importante como um excelente e simpático professor que contava muitos americanos entre seus 1500 ou mais alunos. Entre seus alunos famosos estavam Fernand Khnopff, Kenyon Cox, Félix Vallotton, Ernst Friedrich von Liphart, Georges Rochegrosse, o pintor paisagista escocês William Hart, Walter Lofthouse Dean e Edmund C. Tarbell, que se tornou um pintor impressionista americano. Outra aluna foi a miniaturista Alice Beckington. Jules Benoit-Lévy entrou em sua oficina na École nationale supérieure des Beaux-Arts.

## Galeria

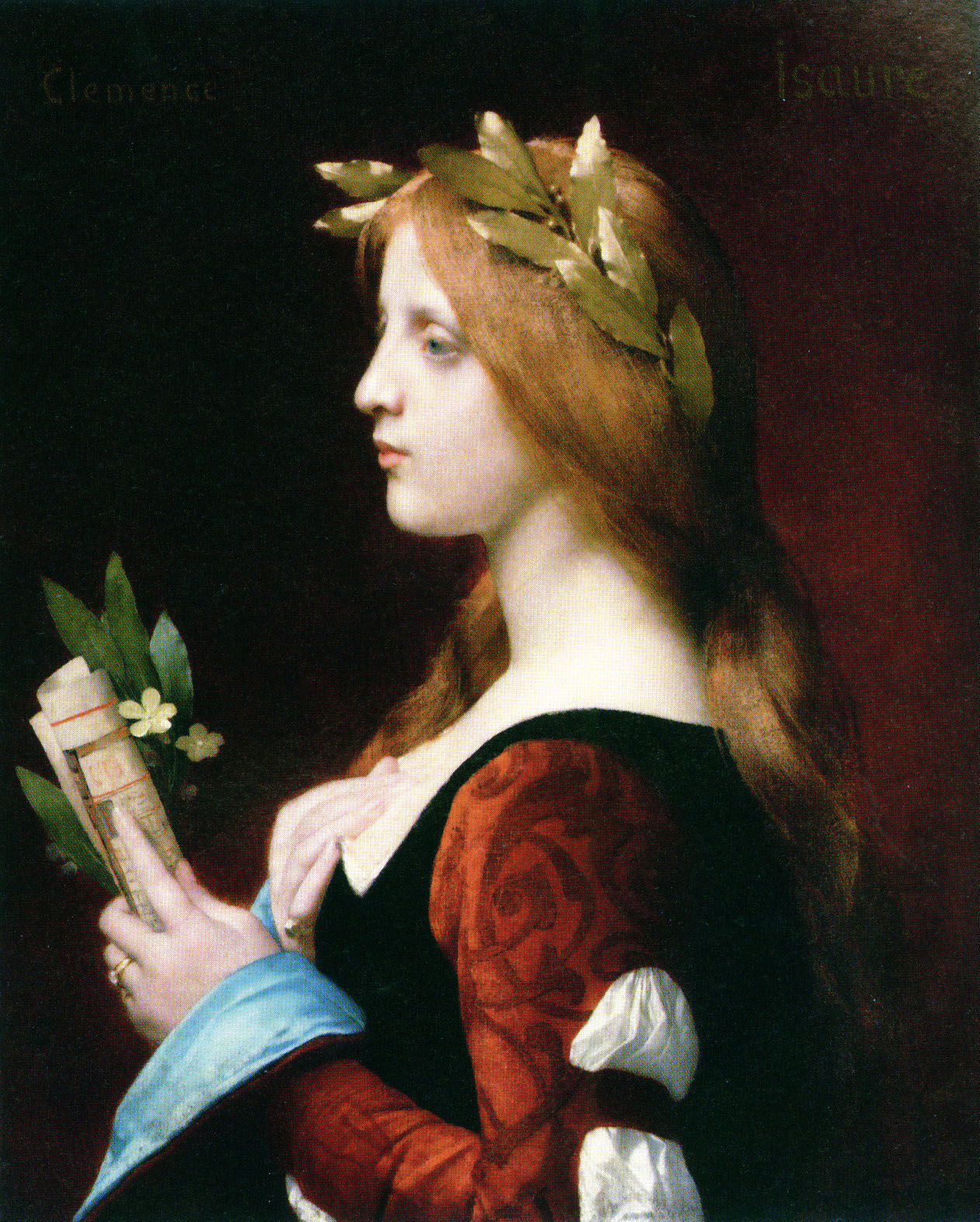
Clémence Isaure
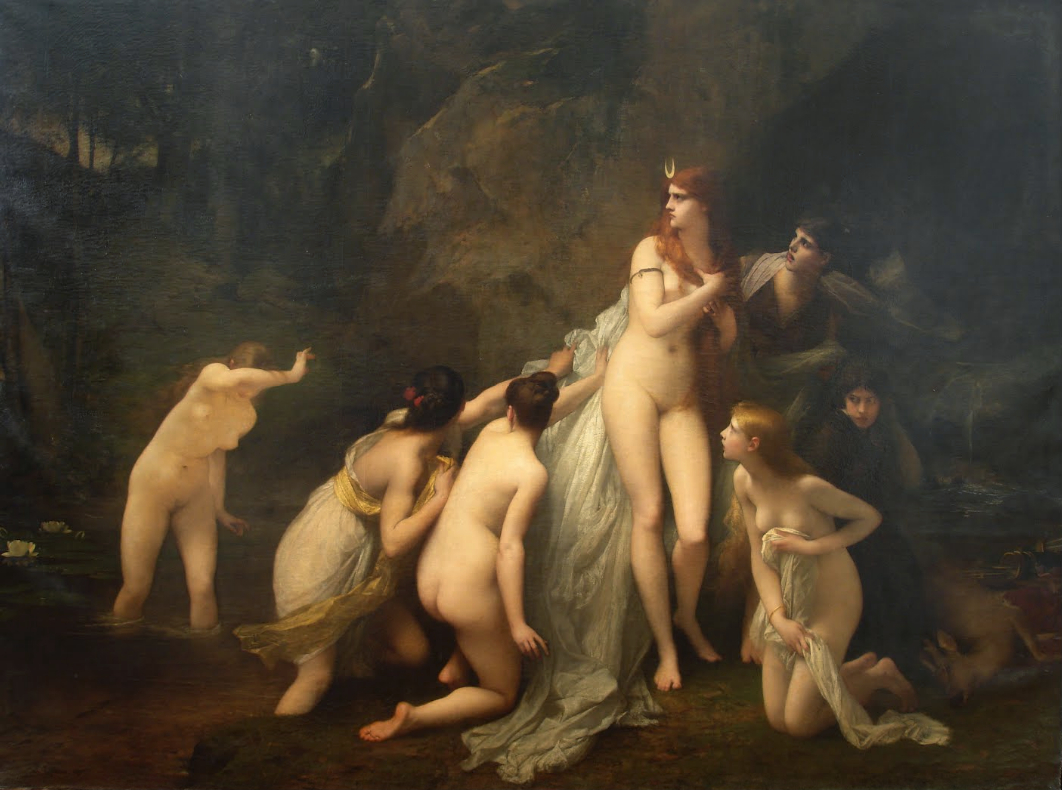
Diana Surprised, 1879
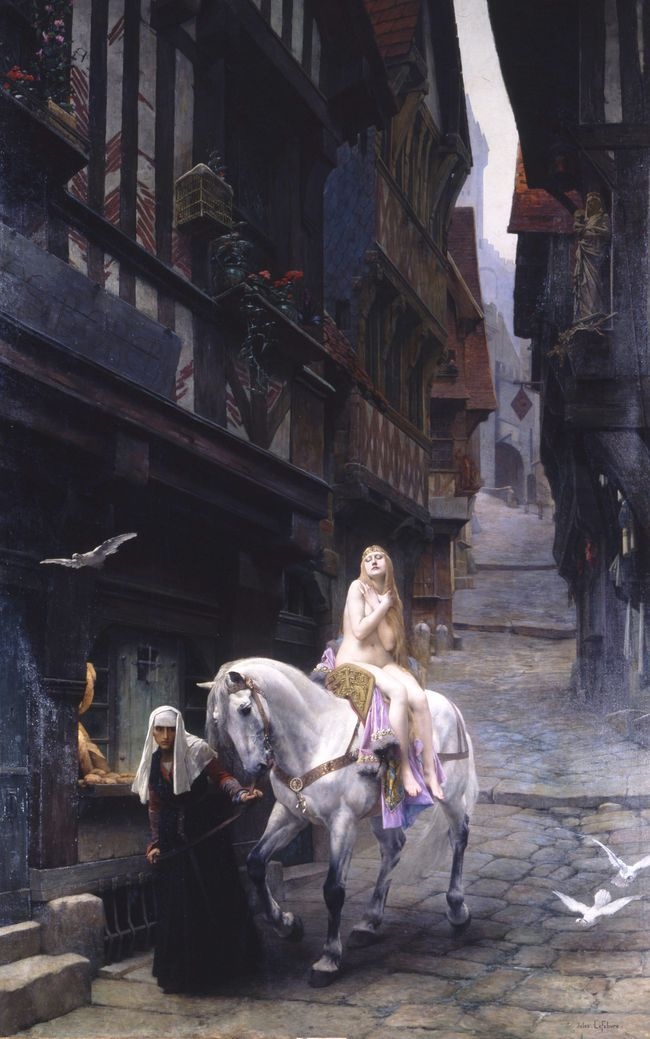
Lady Godiva, 1891
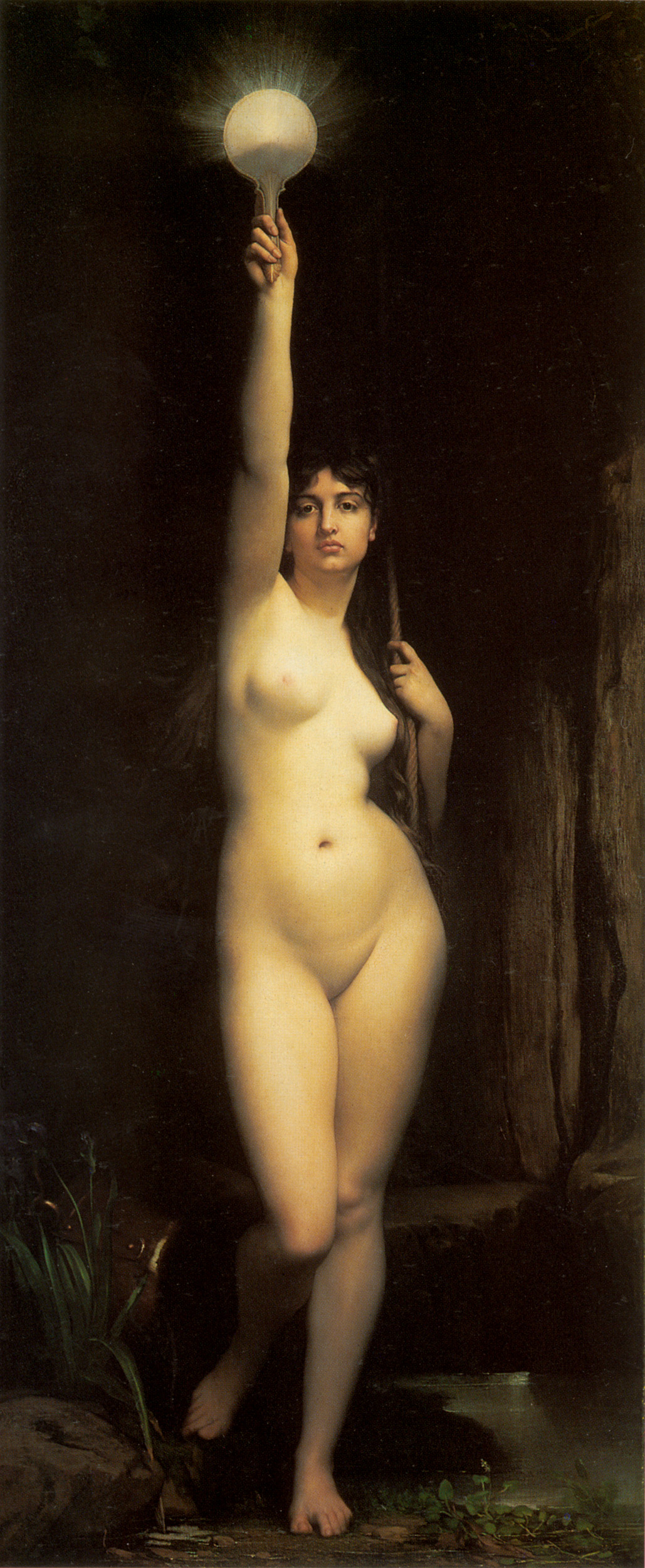
La Vérité, 1870
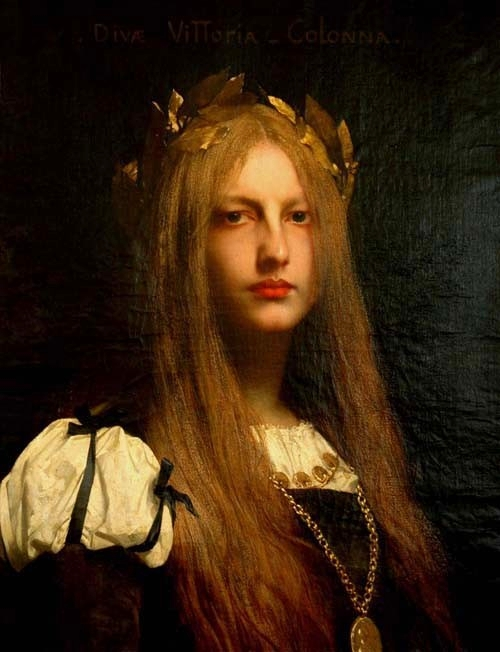
Vittoria Colonna, 1861
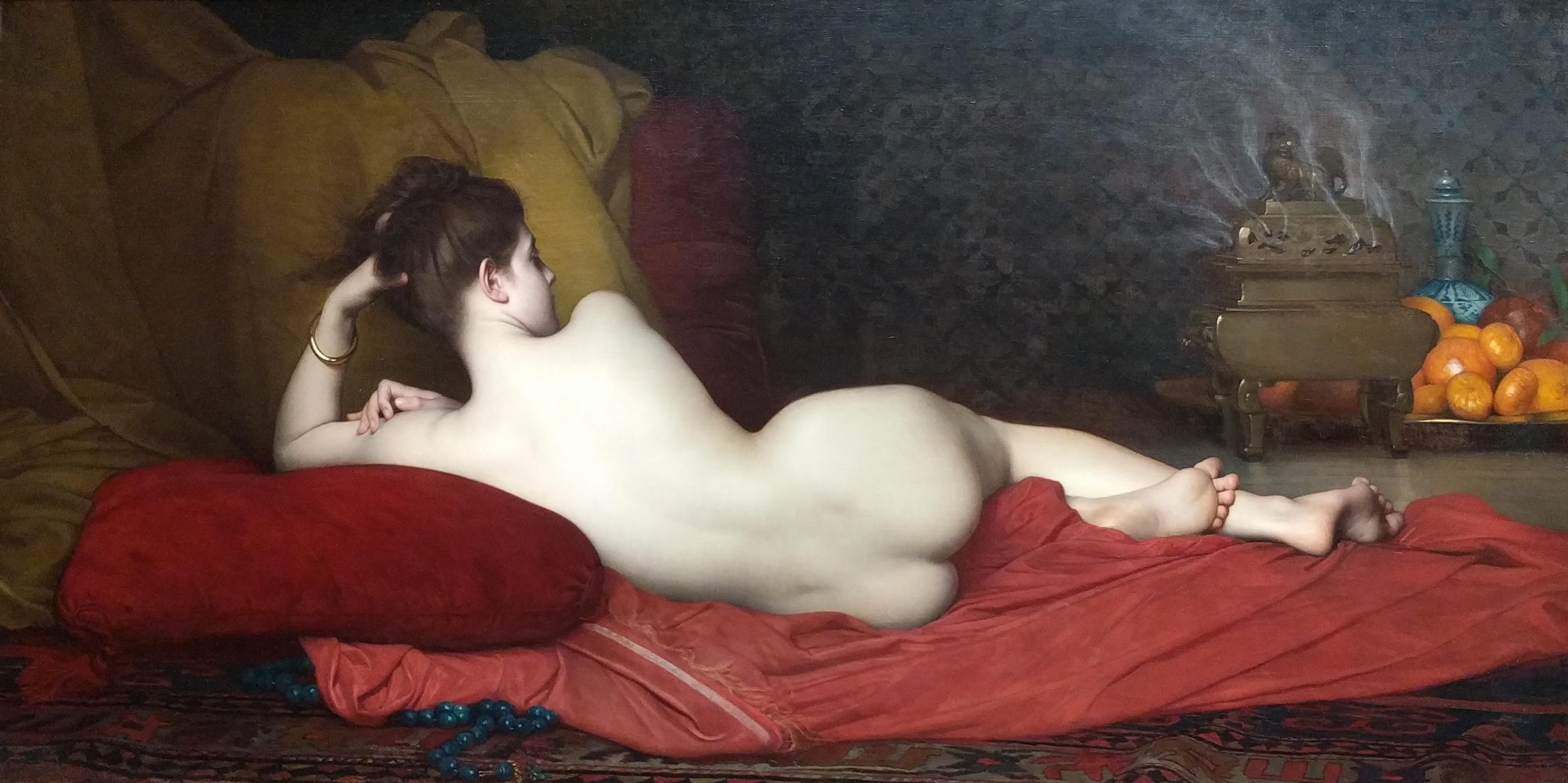
Odalisque, 1874
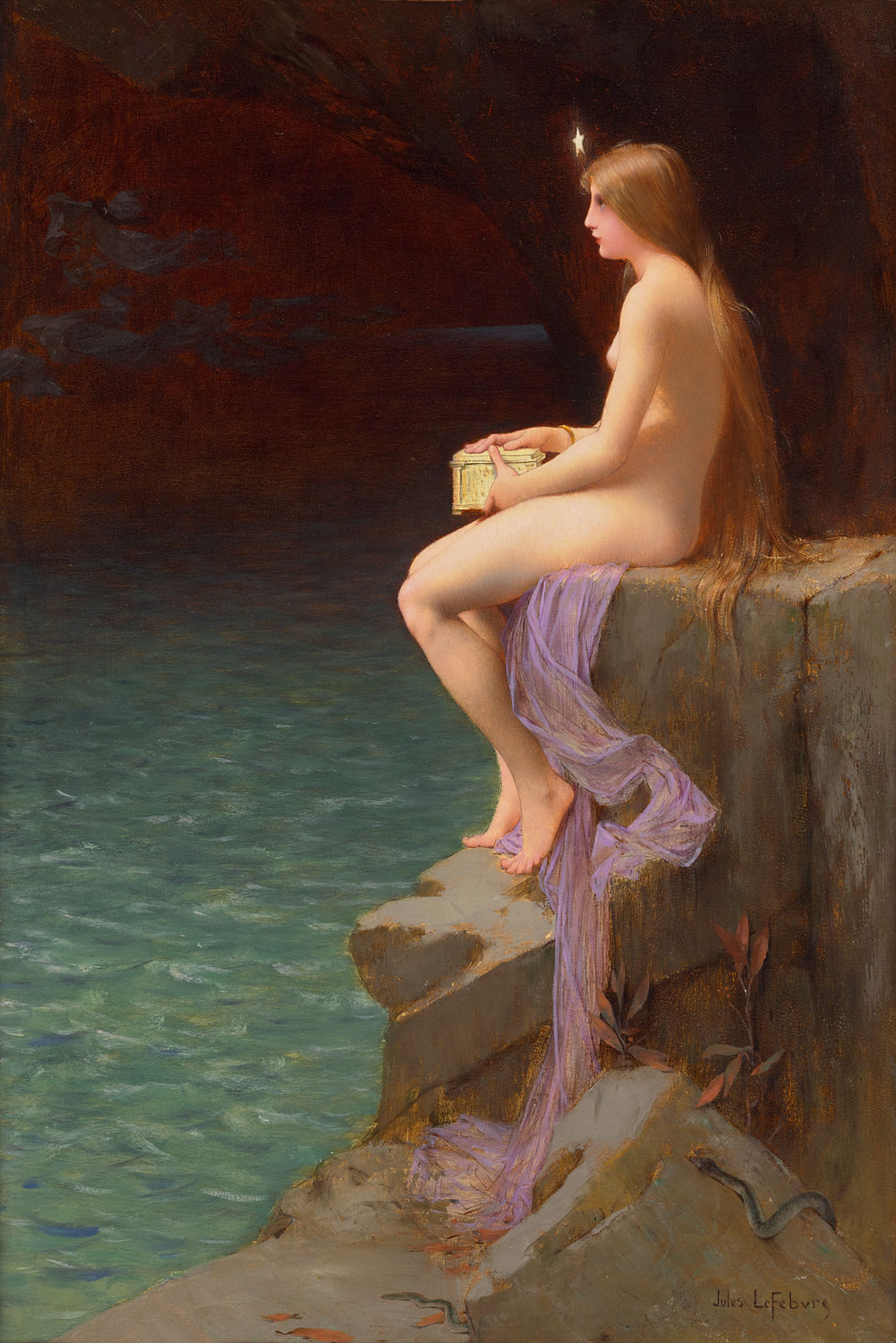
Psyché, 1883.
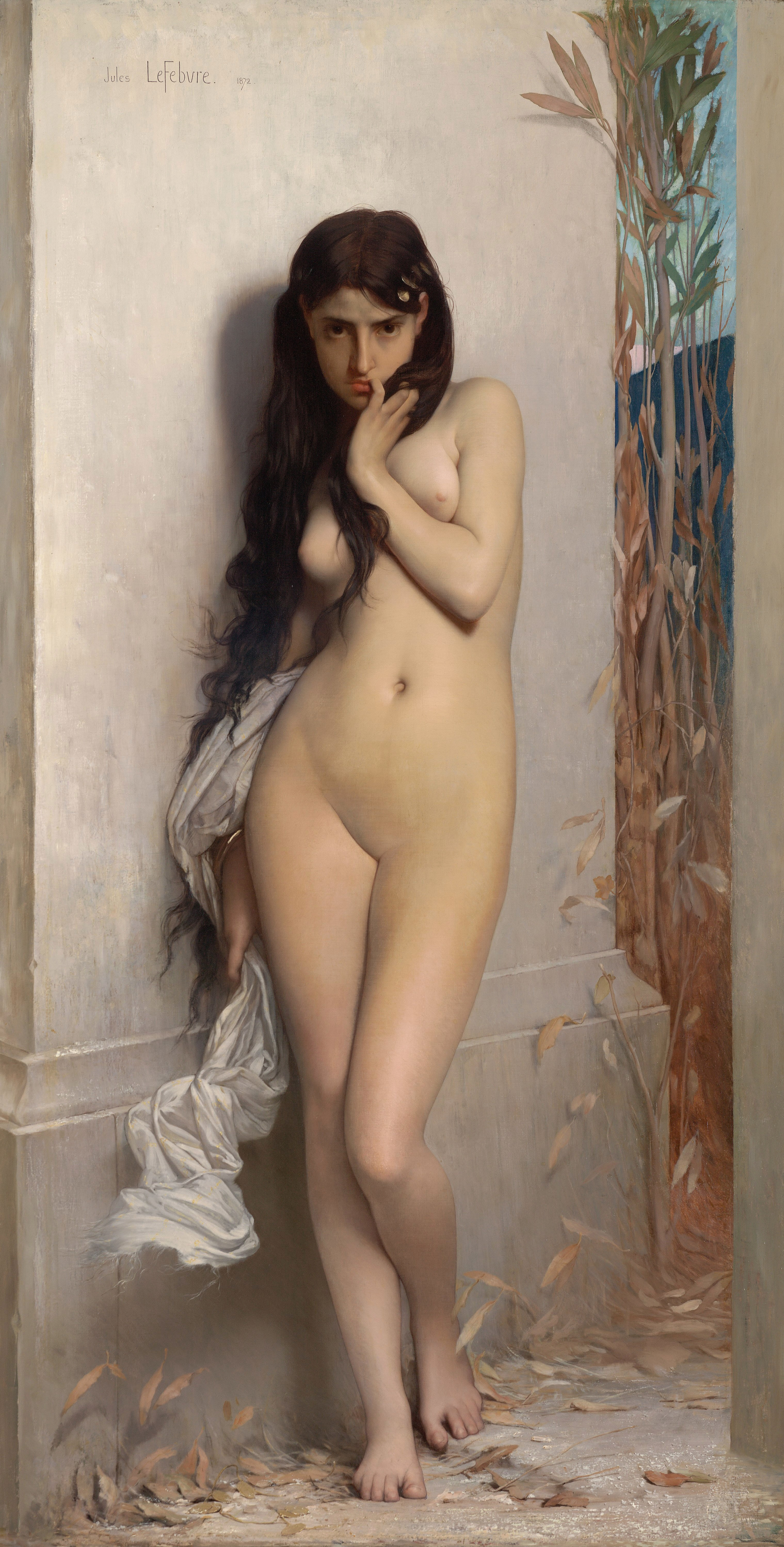
La Cigale (National Gallery of Victoria, Melbourne, 1872. Óleo sobre lienzo, 186,7 x 123,8 cm
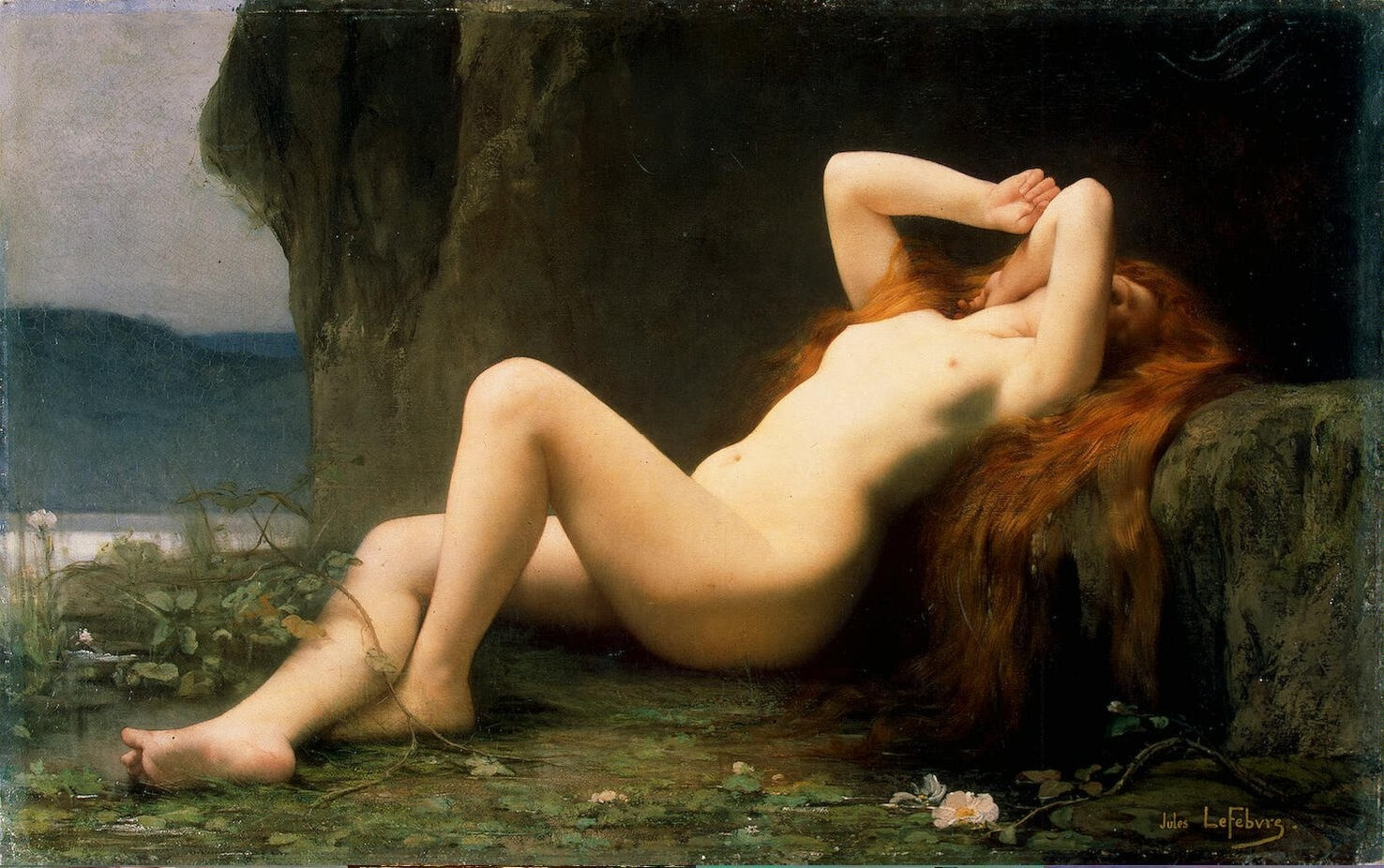
Maria Madalena na caverna
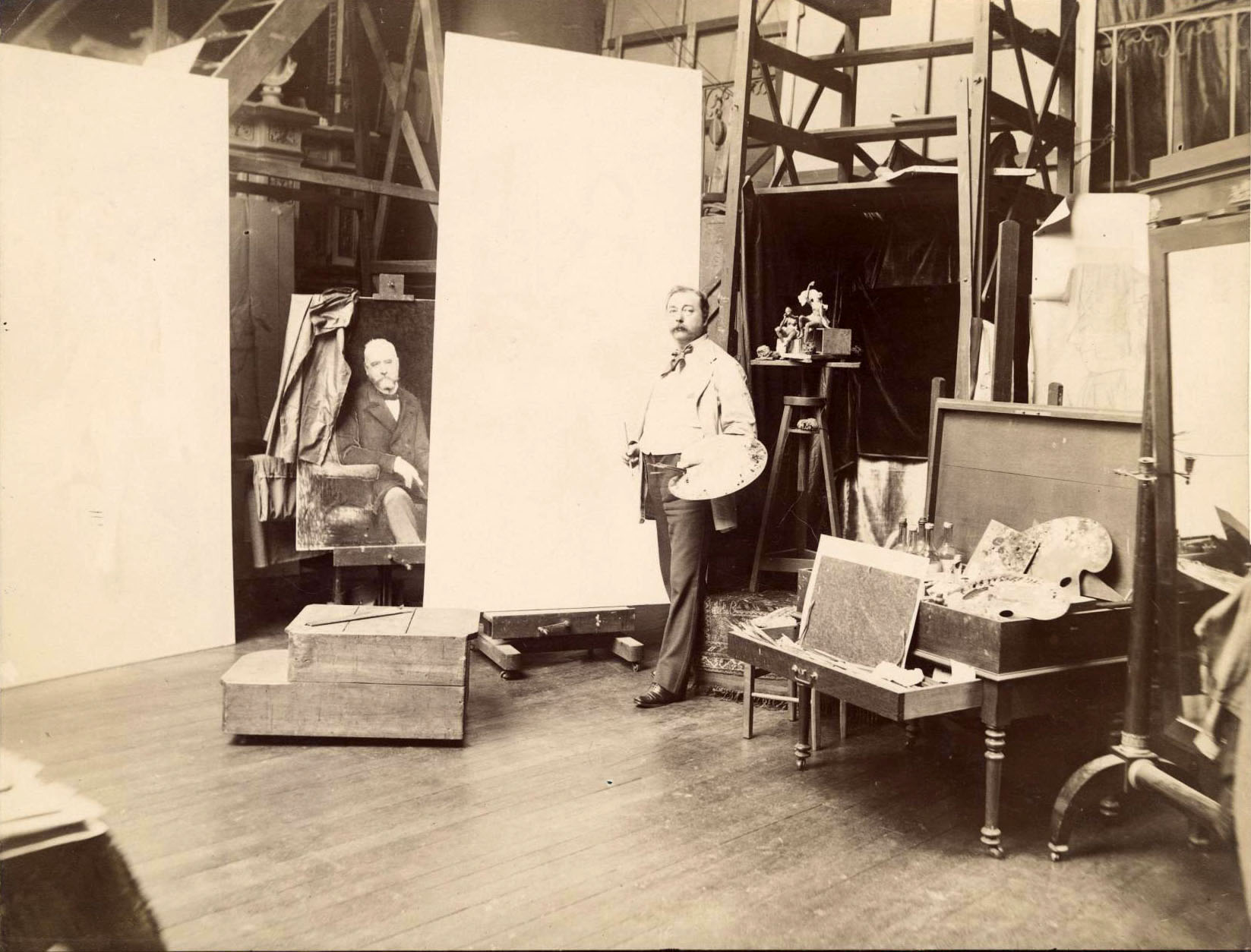
Jules Lefebvre em seu estúdio